# Blue1

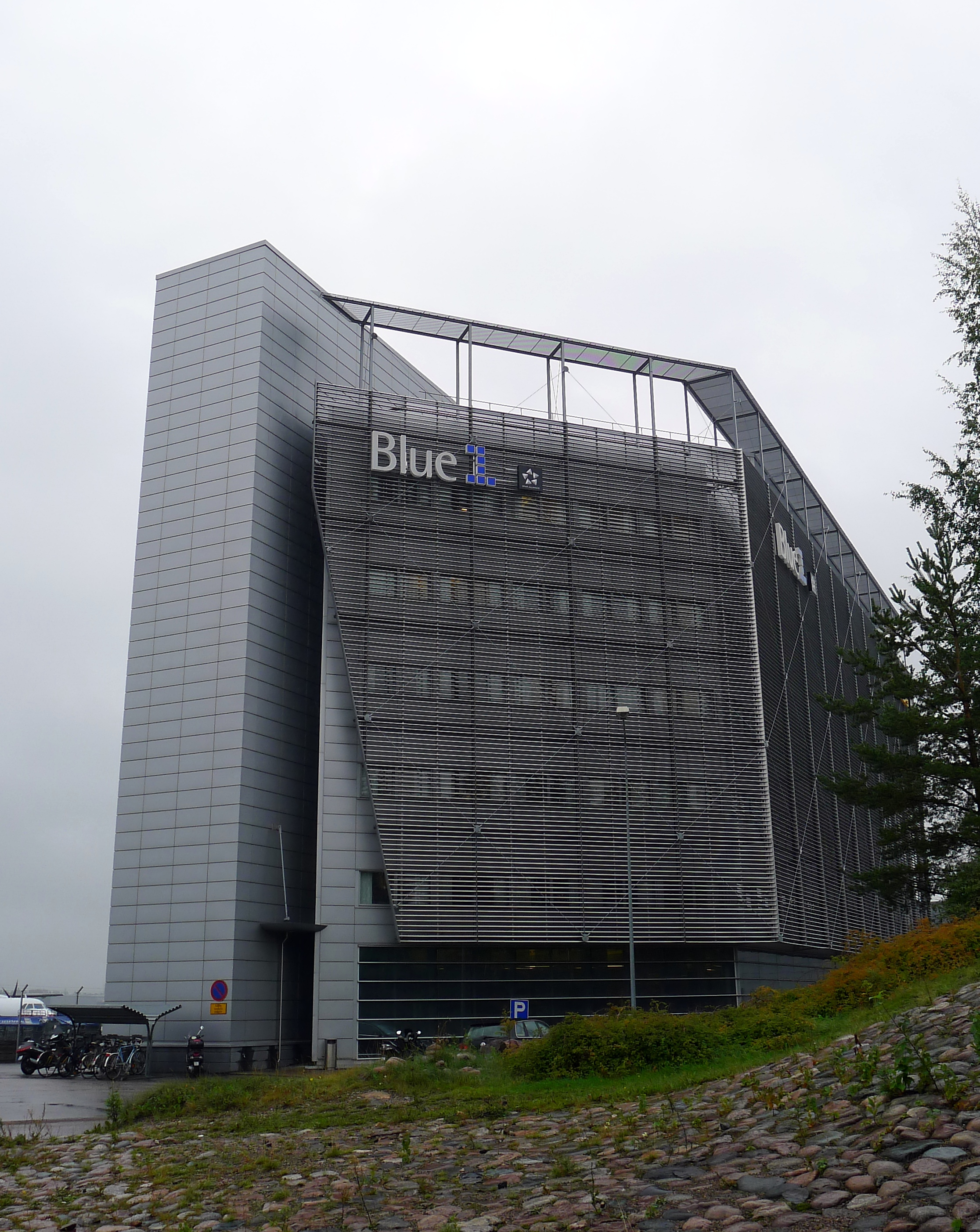
Siège du Blue1 en 2011.

Blue1 (Code AITA : KF ; code OACI : KFB ; codes conservés depuis Air Botnia, son précédent nom) était une compagnie aérienne finlandaise à bas coûts, propriété de CityJet entre 1987 et 2016.

## Histoire
En 1987, la compagnie est fondée et commence ses vols en 1988 sous le nom d'Air Botnia.
En 1998, elle est acquise par le groupe Scandinavian Airlines System.
En 2004, elle est rebaptisée Blue 1 par SAS.
C'est la première compagnie régionale à faire partie de l'alliance Star Alliance depuis 2004.
C'est aussi la compagnie régionale qui, en Europe, affiche la plus grosse progression en nombre de passagers transportés (+ 79,3 % entre 2003 et 2004 et + 152,4 % entre 2001 et 2004) : elle a ainsi transporté 1 139 700 passagers en 2004 (contre 451 600 en 2001).
Le 17 octobre 2012, SAS Scandinavian Airlines et Blue1 ont annoncé l’intégration des opérations de Blue1 dans celles de sa maison-mère. À partir du 1er novembre 2012, Blue1 opèrera sous le codes de SAS Scandinavian Airlines, SK (et non plus KF). De plus, la vente et le marketing se fera désormais au nom de SAS Scandinavian Airlines .
En octobre 2015, Scandinavian Airlines (SAS) annonce la vente de Blue1 à CityJet, qui continuera à opérer au nom de SAS dans le cadre d'une relation plus large.
Mais en décembre 2015, Blue1 ne fait plus voler aucun avion et son site web est fermé. Elle est finalement absorbée par CityJet en 2016.

## Flotte
En décembre 2014, Blue1 exploite les appareils suivants:
- 9 Boeing 717, d'une capacité de 115 sièges

### Flotte Historique
Sa flotte a été harmonisée en 2011. Auparavant, la compagnie opérait des:
- Avro RJ 100 (jusqu'en 2009)
- Avro RJ 85 (jusqu'en 2013)
- Saab 2000 (jusqu'en 2006)
- McDonnell Douglas MD-90 (jusqu'en 2011).